# Virgin Oceanic
Virgin Oceanic (wcześniej Virgin Aquatic) jest firmą zajmującą się działalnością rekreacyjną i naukową, polegającą na eksploracji wód oceanów. Prowadzona przez biznesmena Chrisa Welsha i Richarda Bransona firma zlokalizowana jest w Newport Beach w Kalifornii. Jest ona częścią założonej przez Richarda Bransona Virgin Group. Pierwsze wzmianki o marce pojawiły się w 2009 roku w wywiadzie dla Time Magazine.

## Flota
- Necker Belle[3] — jacht żaglowy typu katamaran
- Cheyenne[4] — jacht żaglowy typu katamaran
- Necker Nymph[4] — pojazd podwodny z otwartym kokpitem
- DeepFlight Challenger[4] — pojazd operujący na dużych głębokościach

## Program zejść na niewielkie głębokości
Firma oferuje pojazd podwodny operujący na mniejszych głębokościach, nazwany Necker Nymph – od nazwy prywatnej wyspy należącej do Richarda Bransona. Pojazd posiada trzy miejsca, dwa dla pasażerów i jedno dla pilota. Wszyscy troje muszą mieć podczas zejścia kombinezony do nurkowania. Necker Nymph wykorzystuje katamaran Necke Belle jako statek matkę.

## Program zejść głębokich
Firma planuje wprowadzić do użycia pojazd operujący na dużych głębokościach, mogący zabrać swojego pasażera w ekstremalne głębiny oceanu. Tego typu przygodę zapewni statek matka – katamaran Chevenne i łódź podwodna – DeepFlight Challenge. Zarówno katamaran, jak i pojazd były własnością Steve'a Fossetta i zostały przygotowane na potrzeby planowanego bicia rekordu zejścia pod powierzchnię wody. Po śmierci Steve'a Fossetta projekt został zawieszony, aż do momentu gdy Chris Welsh odkupił sprzęt i wznowił przedsięwzięcie.

## DeepFlight Challenger
DeepFlight Challenger to pojazd głębinowy, w chwili obecnej w fazie konstrukcyjnej i testowej. Może on na swoim pokładzie pomieścić jedną osobę. Firma ogłosiła, że będzie mógł zejść w najgłębsze partie oceanu, których głębokość została oceniona pomiędzy 10,91 i 11,03km. Tylko dwie łodzie w historii: batyskaf Trieste w 1960 i Deepsea Challenger w 2012 roku osiągnęły najgłębsze znane punkty oceanu na dnie Rowu Mariańskiego. Zewnętrzny kadłub łodzi jest wykonany z włókien węglowych i został zaprojektowany w taki sposób, by zmaksymalizować hydrodynamikę. Druga warstwa kadłuba obejmuje baterie, zbiorniki do nurkowania i wszelkie pozostałe komponenty. Trzecia, wewnętrzna warstwa zrobiona jest z tytanu i została wyposażona w kwarcową kopułę. Zamiast użycia balastu, tak jak ma to miejsce w podobnych łodziach, DeepFlight Challenger będzie wykorzystywał napęd. Łódź używa specjalnie zaprojektowanych baterii litowo-jonowych do zasilenia dwóch silników.

## Planowane misje
Od roku 2012 Virgin Oceanic planuje dla swojej jednoosobowej łodzi podróże w najgłębsze partie oceanów. Pierwsze zejście ma mieć miejsce w Rowie Mariańskim, na głębokość około 11 kilometrów poniżej powierzchni wody. Będzie to trzeci raz w historii, gdy człowiek znajdzie się w tym miejscu. Tym razem, wykorzystując charakterystykę łodzi, która dzięki napędowi pozwala swobodnie poruszać się pod powierzchnią, Chris Welsh pilotujący łódź ma przepłynąć dodatkowe 10 kilometrów wewnątrz Rowu Mariańskiego. Przy drugiej ekspedycji – na dno Rowu Portorykańskiego – pilotem będzie Richard Branson. Rów ten jest najgłębszym miejscem na dnie Oceanu Atlantyckiego (głębokość ponad 8 kilometrów poniżej powierzchni). Lokalizacja ta znajduje się niedaleko domu Bransona na Necker Island. Kolejne zejścia mają zabrać ludzi na dno Oceanu Arktycznego, Południowego i Indyjskiego. Mniej niż 3% powierzchni dna oceanów zostało do tej pory spenetrowane, a żaden z najgłębszych punktów nie został odpowiednio zbadany, poza krótkimi wizytami w jednym z nich. Zatem możliwości jakie dają takie misje są ogromne. Początkowo pierwsza misja Virgin Oceanic miała mieć miejsce w 2011 roku, a dalsze miały odbyć się w kolejnych 24 miesiącach. We wrześniu 2011 faza projektowa została przedłużona, ze względu na modyfikacje w planach, co przesunęło fazę testów aż do końca 2011 roku i daje możliwości pierwszych zejść w 2012 roku. 21 lutego 2012 roku Virgin Oceanic poinformowało, że testy balastu i systemów wsparcia życia zakończyły się sukcesem.